# Champcella
Champcella est une commune française située dans le département des Hautes-Alpes, en région Provence-Alpes-Côte d'Azur.
Ses habitants sont appelés les Champcellouires.

## Géographie
La commune de Champcella est située en rive droite de la Durance. Le village est accessible par la route départementale 38.
La superficie de la commune est de 3 025 hectares ; l'altitude varie entre 900 et 3 156 mètres.

## Toponymie
Le nom de la localité est attesté au XIIIe siècle sous la forme Chancelata, ce nom viendrait du latin cancela terra, qui désigne un champ entouré d'une clôture ou d'une balustrade.
En occitan alpin, la commune se nomme Champcelat.

### Climat
Pour des articles plus généraux, voir Climat de Provence-Alpes-Côte d'Azur et Climat des Hautes-Alpes.
En 2010, le climat de la commune est de type climat des marges montargnardes, selon une étude du Centre national de la recherche scientifique s'appuyant sur une série de données couvrant la période 1971-2000. En 2020, Météo-France publie une typologie des climats de la France métropolitaine dans laquelle la commune est exposée à un climat de montagne ou de marges de montagne et est dans la région climatique Alpes du sud, caractérisée par une pluviométrie annuelle de 850 à 1 000 mm, minimale en été.
Pour la période 1971-2000, la température annuelle moyenne est de 8,3 °C, avec une amplitude thermique annuelle de 17,3 °C. Le cumul annuel moyen de précipitations est de 859 mm, avec 7,3 jours de précipitations en janvier et 6,3 jours en juillet. Pour la période 1991-2020, la température moyenne annuelle observée sur la station météorologique de Météo-France la plus proche, « St Crépin », sur la commune de Saint-Crépin à 3 km à vol d'oiseau, est de 10,0 °C et le cumul annuel moyen de précipitations est de 743,9 mm. 
La température maximale relevée sur cette station est de 38,3 °C, atteinte le 23 août 2023 ; la température minimale est de −20,6 °C, atteinte le 18 décembre 2010,,.
Les paramètres climatiques de la commune ont été estimés pour le milieu du siècle (2041-2070) selon différents scénarios d'émission de gaz à effet de serre à partir des nouvelles projections climatiques de référence DRIAS-2020. Ils sont consultables sur un site dédié publié par Météo-France en novembre 2022.

## Urbanisme

### Typologie
Au 1er janvier 2024, Champcella est catégorisée commune rurale à habitat dispersé, selon la nouvelle grille communale de densité à 7 niveaux définie par l'Insee en 2022.
Elle est située hors unité urbaine. Par ailleurs la commune fait partie de l'aire d'attraction de Briançon, dont elle est une commune de la couronne,. Cette aire, qui regroupe 15 communes, est catégorisée dans les aires de moins de 50 000 habitants,.

### Occupation des sols
Le tableau ci-dessous présente l'occupation des sols de la commune en 2018, telle qu'elle ressort de la base de données européenne d’occupation biophysique des sols Corine Land Cover (CLC).
| Type d’occupation                             | Pourcentage | Superficie (en hectares) |
| --------------------------------------------- | ----------- | ------------------------ |
| Prairies et autres surfaces toujours en herbe | 1,0 %       | 31                       |
| Forêts de feuillus                            | 2,1 %       | 64                       |
| Forêts de conifères                           | 38,3 %      | 777                      |
| Forêts mélangées                              | 5,9 %       | 175                      |
| Pelouses et pâturages naturels                | 27,5 %      | 821                      |
| Forêt et végétation arbustive en mutation     | 6,6 %       | 196                      |
| Plages, dunes et sable                        | 0,7 %       | 20                       |
| Roches nues                                   | 11,8 %      | 351                      |
| Végétation clairsemée                         | 18,3 %      | 547                      |
| Source : Corine Land Cover                    |             |                          |

## Histoire

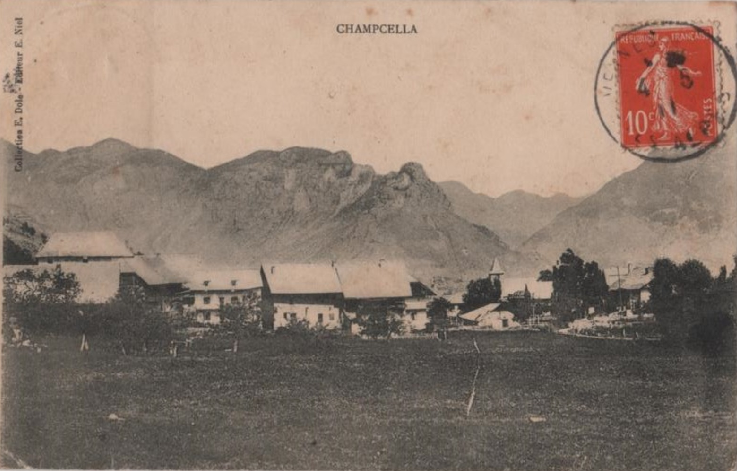
Champcella au début du XXe siècle.

## Politique et administration

### Liste des maires
| Période                                  | Période  | Identité               | Étiquette | Qualité        |
| ---------------------------------------- | -------- | ---------------------- | --------- | -------------- |
| Les données manquantes sont à compléter. |          |                        |           |                |
| -                                        | 1861     | Jacque COLLOMB         |           |                |
| 1861                                     | 1865     | Pierre Louis PELLEGRIN |           |                |
| 1865                                     | 1871     | Jacques PONS           |           |                |
| 1871                                     | 1881     | Laurent CHAMBON        |           |                |
| 1881                                     | 1887     | Louis CHAMBON          |           |                |
| 1887                                     | 1888     | Jacques Louis IMBERT   |           |                |
| 1888                                     | 1896     | Louis EMON             |           |                |
| 1896                                     | 1904     | Léon CHEYLAN           |           |                |
| 1904                                     | 1912     | Louis EMON             |           |                |
| 1912                                     | -        | Léon CHEYLAN           |           |                |
| 1923                                     | -        | Victor JAUFFRET        |           |                |
| -                                        | -        |                        |           |                |
| mars 2001                                | En cours | Michel Cheylan,        |           | Ancien employé |

## Population et société

### Démographie
L'évolution du nombre d'habitants est connue à travers les recensements de la population effectués dans la commune depuis 1793. Pour les communes de moins de 10 000 habitants, une enquête de recensement portant sur toute la population est réalisée tous les cinq ans, les populations de référence des années intermédiaires étant quant à elles estimées par interpolation ou extrapolation. Pour la commune, le premier recensement exhaustif entrant dans le cadre du nouveau dispositif a été réalisé en 2006.

En 2022, la commune comptait 179 habitants, en évolution de −3,24 % par rapport à 2016 (Hautes-Alpes : +0,4 %, France hors Mayotte : +2,11 %).
| 1793 | 1800 | 1806 | 1821 | 1831 | 1836 | 1841 | 1846 | 1851 |
| ---- | ---- | ---- | ---- | ---- | ---- | ---- | ---- | ---- |
| 632  | 657  | 678  | 637  | 682  | 687  | 713  | 688  | 649  |

| 1856 | 1861 | 1866 | 1872 | 1876 | 1881 | 1886 | 1891 | 1896 |
| ---- | ---- | ---- | ---- | ---- | ---- | ---- | ---- | ---- |
| 694  | 686  | 666  | 643  | 633  | 621  | 611  | 585  | 531  |

| 1901 | 1906 | 1911 | 1921 | 1926 | 1931 | 1936 | 1946 | 1954 |
| ---- | ---- | ---- | ---- | ---- | ---- | ---- | ---- | ---- |
| 488  | 459  | 441  | 413  | 373  | 362  | 332  | 298  | 218  |

| 1962 | 1968 | 1975 | 1982 | 1990 | 1999 | 2006 | 2011 | 2016 |
| ---- | ---- | ---- | ---- | ---- | ---- | ---- | ---- | ---- |
| 207  | 197  | 153  | 147  | 156  | 142  | 166  | 176  | 185  |

| 2021 | 2022 | - | - | - | - | - | - | - |
| ---- | ---- | - | - | - | - | - | - | - |
| 182  | 179  | - | - | - | - | - | - | - |

### Enseignement
La commune dépend de l'académie d'Aix-Marseille. L'école maternelle publique communale a accueilli 16 élèves en 2017.

### Cultes
Les membres de la communauté catholique disposent d'un lieu de culte, l'église Saint-Pierre, dépendante du diocèse de Gap et d'Embrun.

## Économie

### Entreprises et commerces
La centrale hydroélectrique de Rame située sur le territoire de la commune utilise les eaux de la Byaisse qui sont amenées par une conduite forcée depuis le hameau du Pallon. Elle est  construite en 1909 pour alimenter l'usine "La Nitrogène"  de la Roche-de-Rame. Elle comprenait à l'origine  5 turbines Francis simples fournissant 1.5 MW. En 1946, la centrale est nationalisée au profit d'E.D.F et en 1964, 4 turbines sont remplacées par des Francis doubles. La hauteur de la chute est de 204 mètres. Elle fournit annuellement 40 millions de KWh.

## Culture locale et patrimoine

### Lieux et monuments
- Voie romaine via Cottia per Alpem
- Site archéologique de Rama[2]
- Église composite (Saint-Pierre-et-Saint-Paul)
- Chapelle Saint-Laurent de Rame
- Ruines du château des seigneurs de Rame
- Gouffre de Gourfouran
- Canal de Pierrefeu

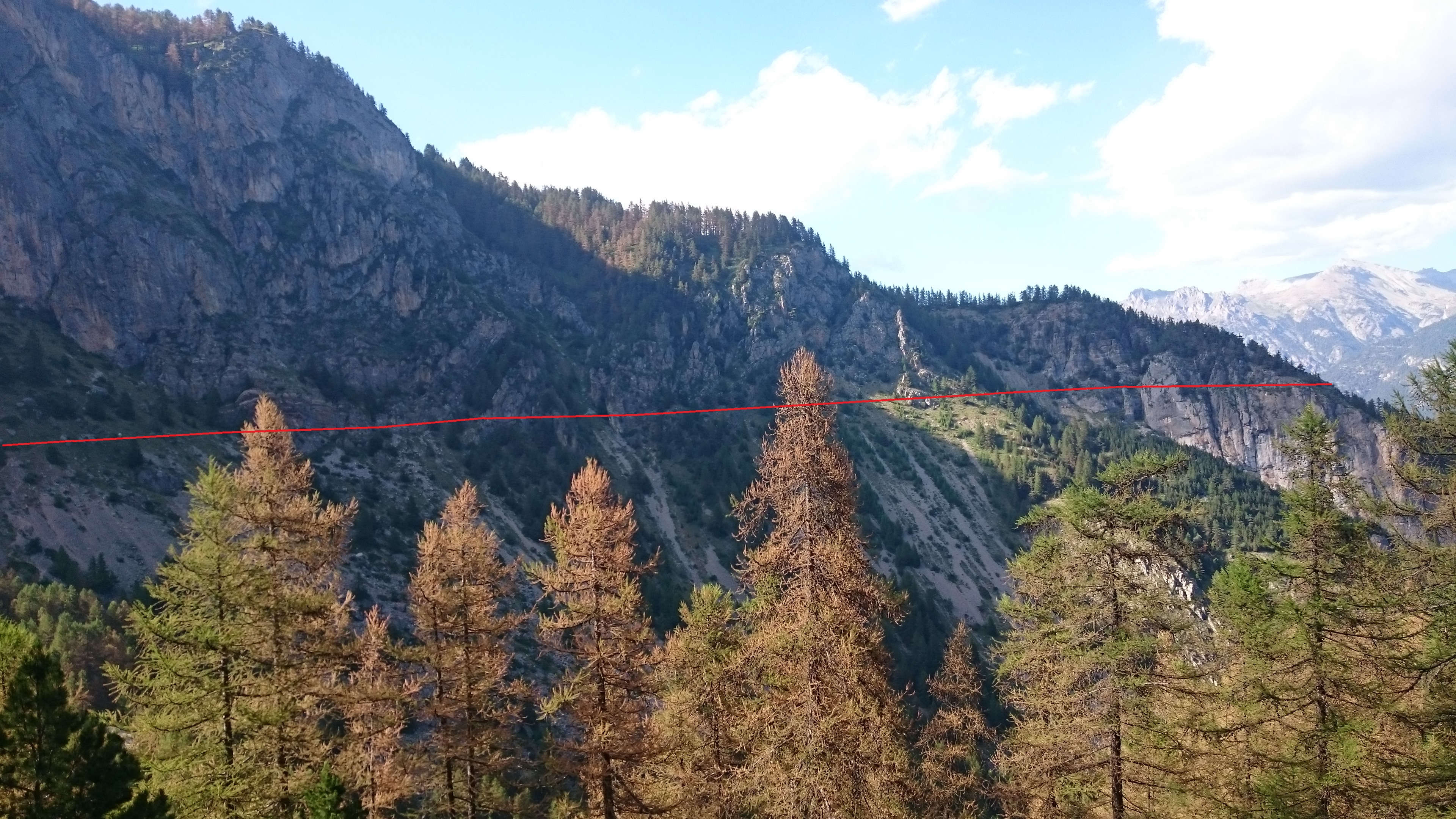
Le tracé du canal est en rouge.

Le canal de Pierrefeu est un ancien canal d'arrosage prenant son eau dans le torrent de Tramouillon.
Il servait à irriguer les terres du Collet, des Seyes et des Faures.
Percée dans la falaise du Tarnoye en 1860, la tête de ce canal, lui attribue sans doute le titre du canal d'irrigation le plus vertigineux du Grand Briançonnais.
En effet, depuis sa prise d'eau, il surplombe un immense cône de déjection, pour ensuite traverser la falaise du Tarnoye, haute d'une centaine de mètres. Jadis, lors des traditionnelles corvées, on envoyait les enfants nettoyer le canal dans sa partie la plus étroite et dangereuse, qui à quatre pattes, enlevaient les rochers et le sable présents dans sa cuvette.
Aujourd'hui, il reste encore quelques ouvrages d'art, permettant à l'époque le transport efficace de l'eau, face aux différents obstacles naturels rencontrés (falaise, éboulis…).
On observe alors plus particulièrement, en plus ou moins bon état, des cuvettes en métal, des murs en pierres sèches et des restes de cuvettes en bois.

### Patrimoine naturel
La commune, qui est intégrée au parc national des Écrins, est abritée par la tête de Vautisse (3 156 m), l'Aiguillas (2 823 m) et par la Tête du Gaulent (2 867 m). Le gouffre de Gourfouran est une particularité géologique locale. En plus de zones forestières, la commune dispose également de zones humides (ripisylve, adoux de Barrachin) et d'autres très sèches (coteaux steppiques du Soreillon). Une ancienne carrière minière a été aménagée, pour devenir le lac de Rama, en bord de Durance, au nord-est du village.

### Personnalités liées à la commune
Jean Joseph Guieu ou Guyeux, général de division sous Napoléon Ier (né le 30 septembre 1758 à Champcella et mort le 5 octobre 1817 à Châteauroux-les-Alpes). Son nom apparaît sur l’Arc de triomphe sur la 24e colonne. Il a été fait chef de brigade le 4 octobre 1793, général de brigade le 25 décembre 1793 et général de division le 6 décembre 1796.

### Héraldique
| Blason de Champcella | Blason  | Parti : d'or à une clef de gueules posée en pal, d'azur à un rocher d'argent, à un bourg brochant, bâti au pied du rocher, composé d'une église et de plusieurs maisons du même, essorées de sable, au pied duquel coule une rivière aussi d'argent. |
| Blason de Champcella | Détails | Le statut officiel du blason reste à déterminer. |